# Rijkevorsel
Rijkevorsel – miejscowość i gmina (gemeente) w Belgii, w Regionie Flamandzkim, w prowincji Antwerpia, w okręgu Turnhout. 1 stycznia 2024 roku liczyła 12 561 mieszkańców.

## Podział administracyjny
W skład gminy nie wchodzi żadna dzielnica (deelgemeente).

## Demografia
Liczba mieszkańców, stan na 1 stycznia:
| Rok                | 1900 | 1930 | 1970 | 2020   | 2024   |
| ------------------ | ---- | ---- | ---- | ------ | ------ |
| Liczba mieszkańców | 3185 | 5165 | 8327 | 12 178 | 12 561 |